# Toka Vevili
Toka Vevili ist eine winzige Insel im Archipel Haʻapai, die zum Königreich Tonga gehört.

## Geografie
Das Motu liegt im Riffsaum von Nomuka iki in ʻOtu Muʻomuʻa südlich der Hauptinsel Nomuka.

## Klima
Das Klima ist tropisch heiß, wird jedoch von ständig wehenden Winden gemäßigt. Ebenso wie die anderen Inseln der Haʻapai-Gruppe wird Toka Vevili gelegentlich von Zyklonen heimgesucht.